# Gaofen–2
A Gaofen–2 vagy GF–2 kínai földfigyelő műhold, amelyet a Kínai Nagyfelbontású Földfigyelő Rendszer részeként indítottak 2014 augusztusában egy Hosszú Menetelés–4B hordozórakétával. A műhold által szolgáltatott adatok nagypontosságú topográfiai térképezéshez, vegetációszámításhoz, felszínborítási, mezőgazdasági és környezeti elemzésekhez használhatók.
A Gaofen–1-t követő modell, amelynél javítottak a szenzorok teljesítményén, így jobb terepi felbontást értek el. A műholdnál elhagyták a Gaofen–1-en található nagylátószögű, közepes felbontású spektrális szkennert, és csak egy nagyfelbontású szkenner kapott helyet. A CS-L3000A műholdplatformon alapuló műholdat a Kínai Űrtechnológiai Akadémia fejlesztette ki és építette.